# Изкуство на Византия
Византийското изкуство е историко-регионален тип изкуство, входящ в историческия тип средновековно изкуство. То е съвкупност от различни ромейски изкуства, обединени под общо название. Византийското изкуство е силно повлияно от православните и християнските норми и влияе върху развитието на българското средновековно изкуство.

## Периоди

### Раннохристиянски период
- Раннохристиянски период (предвизантийска култура, 1-3 век)[2]

### Ранновизантийски период
- Ранновизантийски период, „Златен век“ на император Юстиниан I, архитектура – храм Света София в Константинопол и равенски мозайки от 6-7 век[3]

#### Мозайки от Големия дворец в Константинопол
Мозайката от пода на Големия дворец представлява случайно оцелели фрагменти от светското изкуство, процъфтяващо при двора на византийските императори. По мозайките може да се състави само частична представа за богатството и блясъка на това изкуство. От църковната живопис от V век на земята на Константинопол не е открито нито едно произведение.

#### Кавалетни икони: Енкаустика
Сред иконите на VI–VII век с най-добро качество са иконите, изпълнени с енкаустична техника, която е наследена от християнските художници от античните майстори. Няколко такива икони може да бъдат отнесени още към VI век. Това са „Апостол Петър“ и „Богородица с Младенеца и светиите Теодор и Георги“ от синайски манастир „Св. Екатерина“, а така също и „Богородица с Младенеца“ и „Йоан Предтеча“ от Музей за западно и източно изкуство в Киев. Всички са изписани в свободен живописен маниер. В трактовката на сочни форми се чувства жива връзка с античното изкуство.
На синайските икони зад фигурите са изобразени ниши, имитиращи олтарни апсиди, така иконния образ не се откъсва от реалното архитектурно обкръжение. Иконата на Богородица и светците Теодор и Георги е заимствана от монументална композиция, украсяваща върха на апсида. Но това, което в църквата е разгърнато на широко, на иконата е заключено в тесен правоъгълник. Високото качество на рисунъка и чисто византийски облекла на светците дават аргумент да се счита, че синайските икони са от Константинополската школа. С тази школа са свързани по стил иконата на Богородицата от Киев и иконата на апостол Петър от Синай.
Иконата на Предтечата заема особено място. Тя се отличава със своя реализъм. Особено изразително е лицето на Йоан Предтеча. Не е изключено, това да е работа на александрийски майстор.
- Богородица, Киев
- „Богородица с младенеца и светии Теодор и Георги“ от синайски манастир „Св. Екатерина“
- Св. Петър
- Йоан Кръстител, Киев

### Иконоборчески период
През VIII – началото на IX век император Лъв III (717 – 741), основател на Исаврийската династия, издава Едикт за забраната на иконите. Този период получава названието „Тъмно време“ – по аналогия със сходното развитие в Западна Европа.

### Македонски ренесанс
- Периодът на Македонски ренесанс е 867 – 1056 г. Прието е да се счита за класическия период на византийското изкуство. През 11 век е достигнат най-голям разцвет.

#### Мозайки от храм Света София
- Христос-Пантократор
- Архангел Гавриил
- Мозаечно изображение на Богородица в апсидата
- Иоан Златоуст
- Император Лъв VI коленичил пред Исус Христос

- творби на Македонски ренесанс
- Свети Лука (Дистомо)
- Триптих, Лувър
- Парижки псалтир
- Ковчеже Вероли, 900 – 1000 г.
- Миниатюра от Псалтир на Василий II

### Комнинов период
Това е период на консервантизъм при императорите от династия Комнини (1081 – 1185). От друга страна Комнините са покровители на изкуството и при тяхната поддръжка византийските художници рисуват по емоционални образи. Във втората половина на XI век при иконописа аскетизма се сменя с класическата форма и хармоничност на образа. Появява се и ново течение, склонно да наруши класическата уравновесеност и хармония в посока на спиритуализация на образа – т. нат. „Комнинов маниеризъм“.
- „Разпятие“, синайска икона от 12 век
- Благовещение, ХII век, Синайски манастир
- Христос Пантократор, икона от мозайка,
- Свети Георги. XII в. Eрмитаж

През втората половина на XI век възникват знаменитите мозайки в Дафни. Те са свързани с традициите на късномакедонското изкуство, като се подчиняват на същата декоративна схема, както и мозайките от първата половина на XI век. В купола е представен Христос Пантократор, в барабана шестнадесет пророка, в апсидата седящата на трон Богородица, в страничните стенни ниши – фигурите на стоящи архангели, в жертвеника – Йоан Кръстител с Аарон и Захарий, в диаконника – св. Николай с Григорий Агригентски и Григорий Чудотворец. Горните части на стените на трансепта са запълнени със сцени от живота на Христос и Мария, разгърнати по движението на часовниковата стрелка. Изходна точка се явява сцената на Рождество Богородично в северния трансепт, след това следват Благовещение и Рождество Христово, Поклонението на влъхвите и Сретение в южния трансепт, Кръщение и Преображение, Възкресение на Лазар в северния трансепт. Оттук продължава на по-ниско ниво отново обхождащи наоса в кръгово направление – Влизане в Йерусалим, Разпятие, Съшествие в Ада и Уверението на Тома в северния и южния трансепт. Над входната врата е изобразено Успение, а в южната част на притвора сцени от живота на Мария: Моление на Ана, Благовестяване на Йоаким, Благовещение на свещениците, Въведение в храм. В северната част на притвора са поместени отделни сцени от живота на Христа: Целувката на Юда, Умиване на краката, Тайната вечеря. Сводовете и стените са украсени също и с многочислени фигури на старозаветни персонажи и бащите на църквата, полуфигури на мъченици и други светци.
- мозайки Дафни

### Палеологов ренесанс
Периодът на Палеологов ренесанс е възраждане на елинистичните традиции (1261 – 1453). В тази епоха скъпо струващата мозайка все по-често отстъпва място на фреската. Именно по това време е построена и украсена знаменитата църква „Хора“, като нейната мозайка и фрески се смятат за автентичен паметник от Палеологовата епоха.
Увеличава се числото на сюжети от иконописта. В търсене на новости художниците все по-често прибягват към апокрифните Евангелия (тези неприети от официалната църква).
Към представителите на епохата на Палеологовия ренесанс може да се отнесе Теофан Грък.
Мозайката „Дейсис“ е създадена по време на управлението на Палеолозите.
- Мозайка „Дейсис“ (общ вид), храм „Света София“ в Истанбул
- Мозайка „Дейсис“ (фрагмент)
- Мозайка „Дейсис“ (фрагмент)
- Мозайка „Дейсис“ (фрагмент)

## Иконопис
Иконописът във Византийската империя е крупно художествено явление в източнохристиянския свят. Византийската художествена култура става родоначалник на няколко национални култури (например древноруската), но също оказва влияние на иконописа на другите православни страни: Сърбия, България, Македония, Русия, Грузия, Сирия, Палестина, Египет. Така под влияние на Византия се намира и културата на Италия и особено Венеция. Важно значение за тези страни имат не само византийските иконографии, но и възникващите във Византия на нови стилистически течения.

## Скулптура на Византия
За религиозни цели скулптурата е използвана умерено от самото начало, тъй като Източната църква винаги е гледала неблагосклонно на статуите, считайки поклонението им по някакъв начин за идолопоклонничество, и ако преди 9 век кръглите фигури са все още приемливи във византийските храмове, то от с декрет на Никейския събор от 842 г. те са напълно елиминирани от тях. По този начин основното поле на дейност за скулптурата е закрито и тя трябва да изпълнява само саркофази, декоративни релефи, малки диптихи, дадени от императори на сановници и църковни йерарси, подвързии на книги, съдове и др. Материалът за малки занаяти от този вид е в повечето случаи слонова кост.

## Мода във Византия
- Император Юстиниан със свитата си
- Императрица Теодора със свитата си

## Мозайка
Основната техника на византийските мозайки е предимно директен мозаечен комплект, при който елементите са подредени с обратната страна на постоянна основа. Директният набор в древни времена се извършва директно върху мястото на мозаечната композиция, независимо дали става дума за пода или стената на жилищна или обществена сграда: върху равен слой от фиксиращата маса се прави скица и след това се правят парчета смалта, притиснати в масата.
Смалтовите композиции се отличават с голямо разнообразие от цветове, яркост, игра на светлина на повърхността. Основната художествена характеристика на византийската мозайка е великолепният златен фон, блещукащ както на естествена светлина, така и на светлина от свещи. Техниката на изработване на контурите на мозаечните фигури става задължителна за византийските майстори. Контурът е разположен в един ред кубчета и елементи от страната на фигурата или предмета, а също и в един ред - от страната на фона. Гладката линия на такива контури придава яснота на изображенията на трептящ фон. Разнообразието от налични нюанси придава на мозаечното изображение живо измерение. Повечето от мозаечните пана изобразяват библейски сцени и християнски истории. Византийската зидария е предназначена да възприема изображението от голямо разстояние - картините са някак неравномерни, „кадифени“ нюанси и текстури, което „съживява“ създадените изображения.
По време на разцвета на Византийската империя мозайките стават основен елемент от художествената украса на катедрали, гробници и базилики, но по-късно, поради високата цена, мозайките са заменени от фрески.

## Декоративно-приложно изкуство
Наред с резбарството процъфтява металообработката, която се изпълнява чрез ковани или лети произведения с умерен релеф. Византийските художници правят на медната повърхност само контур като слагат в него друг метал, сребро или злато. 
Особено изкусни са византийските майстора с емайлираните изделия. Великолепен образец на византийското емайлово дело, представлява знаменитата Pala d’oro (златен олтар) – малък иконостас с миниатюри, украсяващ главния олтар във венецианската църква „Св. Марко“.
Успоредно с резбата процъфтява обработката на метали, от които се изработват релефни или отлети произведения с умерен релеф. Византийските художници най-накрая стигат до точката, в която изобщо започват да се справят без релеф, както например в бронзовите врати на църквите, създавайки само леко задълбочени контури върху медна повърхност и полагайки ги с друг метал, сребро или злато. Към тази категория произведения, наречени agemina, принадлежат забележителните врати на римската базилика Сан Паоло Фуори ле Мура, които са унищожени по време на пожара през 1823 г. и принадлежат на вратите в катедралите в Амалфи и Салерно близо до Неапол. Освен вратите, по същия начин са изработвани  престоли, обкови за Евангелия, реликварии за мощи и т. н. Във всички подобни произведения византийското изкуство се опитва да избегне изпъкналостта, заменяйки релефа или с агеминална работа, или с ниело, или с емайл, като се грижи най-вече за лукса и за възможно най-голямото използване на скъпоценни камъни.

Византийските занаятчии са особено опитни в емайлираните съдове, които могат да бъдат разделени на две разновидности: обикновен емайл (émail champlevé) и преграден емайл (émail cloisoné). При първия с помощта на нож се правят вдлъбнатини върху повърхността на метала по образец и в тези вдлъбнатини се изсипва прах от оцветено стъкловидно вещество, което след това се стопява на огън и се залепва здраво за метала; във втория моделът върху метала е обозначен с тел, залепена към него, а пространствата между получените прегради са запълнени със стъкловидно вещество, което след това получава гладка повърхност и е прикрепено към метала заедно с телта чрез топене. Най-великолепният пример за византийска емайлова работа е известният Pala d'oro (Златен олтар) - вид малък иконостас с миниатюри в техниката на cloisonné емайл, който украсява главния олтар във венецианската катедрала „Св. Марк“.
- Златен брачен пръстен, VII век
- Обици, ок. 600 г.
- Медальон от емайл, ок. 1100 г.
- Кръст реликварий, XII век
- Иисус Пантократор, резба по лазурит
- Диптих на Флавий Ареобинд (506 г.) от поредицата консулски диптихи
- Триптих Арбавил, слонова кост
- Медальон с изображение на Гала Плацидия
- Детайл от основата на Теодосиева колона
- „Св. Архангел Михаил“, слонова кост